# Pedro Navarro
Pedro Navarro (¿Garde?, Navarra, h. 1460-Nápoles, 28 de agosto de 1528), conde de Oliveto, fue un condotiero, noble, marino, militar e ingeniero navarro, destacado por su participación en las guerras italianas, en cuyo transcurso inventó la mina explosiva para demoler fortificaciones.
Combatió al servicio de Nápoles antes de unirse al ejército español de Fernando el Católico. Combatió en Italia para Gonzalo Fernández de Córdoba, el Gran Capitán, del que fue aprendiz y más tarde rival político, y tras ello llevó a cabo la conquista de las plazas africanas de Vélez, Orán, Bugía y Trípoli, atrayendo también Argel y Túnez al vasallaje español. 
En su regreso a Italia, fue tomado prisionero en la batalla de Rávena por los franceses, para quien comenzó a militar al no verse rescatado. Trató de regresar al servicio de España en varias ocasiones, pero fue rechazado por Carlos I y murió en prisión tras ser capturado en Nápoles.

## Vida

### Juventud
Se conoce poco de esta etapa, y hay controversia con respecto a su lugar y fecha de nacimiento y sus padres. La opinión más extendida es que nació en Garde (Navarra), hacia 1460, como Pedro Bereterra y era hijo de un hidalgo llamado Pedro del Roncal (valle en el que se encuentra Garde). Algunos autores, como José de Vargas Ponce y Martín de los Heros, le suponen vizcaíno, de las Encartaciones, y creen que su nombre era Pereda o Beretta. Según el historiador coetáneo Gonzalo Fernández de Oviedo:

Fue este conde Pedro Nauarro, por su nacimiento nauarro, e hijo de vn hidalgo llamado Pedro de Roncal, que yo conocí, e desde muchacho siruio al marques de Cortón, cauallero del reyno de Nápoles, el cual fue preso por los turcos e lleuado a Turquia, e en vna nao del marques anduuo este Pedro Nauarro en curso por el mar mediterraneo, e hizo buenas cosas, por lo cual la marquesa, mujer del dicho marques e Don Enrique su hijo, le dieron la nao al Pedro Nauarro....
Gonzalo Fernández de Oviedo

Durante su juventud se dedicó al pastoreo y las labores propias de la tierra, y puede que también trabajase en alguna mina de hierro de Vizcaya.

### Mercenario y corsario
Pasó a Italia, al servicio de unos mercaderes genoveses que habría conocido en Sangüesa y posteriormente del cardenal Juan de Nápoles (hijo del rey de Nápoles Fernando I), que murió en 1485. También es posible que tuviera alguna relación directa (a sueldo de un armador) o indirecta (actuando como perista) con el corso. 
Sea como fuere, se sabe que se enroló como soldado raso en las tropas florentinas que luchaban contra Génova por las disputas territoriales entre ambas repúblicas en el año de 1487. En esta guerra, fue cuando su forma de manejar la pólvora le hizo famoso. Bajo el mando del condottiero Piero del Monte participó en el asedio al castillo de Sarzanello (1487), en Sarzana (La Spezia).
Ésta batalla es célebre por el empleo por primera vez de minas terrestres militares, de las cuales Navarro es considerado el inventor en Europa. Consistía en emplear soldados del ejército sitiador excavando túneles hasta los cimientos de los muros de las fortificaciones, llenándolos de pólvora (una técnica utilizada por primera vez para este fin por Navarro) y, al hacerlos estallar, los muros se derrumbaban y se facilitaba el posterior asalto. Sin embargo, esta primera vez no obtuvo los resultados deseados, pero derribó parte del muro, por lo que se le dobló la paga.
Terminada la guerra marchó a Nápoles, donde trabó relación con el noble valenciano Antonio Centelles, titular del marquesado de Crotona y dedicado al corso, y se puso a su servicio. Zarpando con dos o más naves desde la villa de Crotona, Centelles y Navarro (con experiencia militar) atacaban navíos y puertos, tanto en las costas griegas (muchas de ellas bajo dominio otomano) como en el norte de África. Capturaban esclavos que luego vendían en Italia, y robaban las mercaderías de barcos turcos y norteafricanos, así como de los europeos que comerciaban con dichos puertos.
En 1495, al comenzar la primera guerra de Italia, en la que los Reyes Católicos, aliados junto al Papado en la Liga Santa (1495), se enfrentaron a Carlos VIII de Francia por el dominio del Reino de Nápoles. Ambos bandos contrataron corsarios, y Centelles tomó partido por los franceses, ya que había sufrido la expropiación del señorío durante las operaciones del Gran Capitán en Calabria.
Al terminar la guerra en 1497, se restituyó la propiedad del marquesado a Centelles, quien volvió a la piratería junto a Navarro, cuyas acciones le hicieron temido, siendo conocido como Roncal el Salteador entre la gente de mar de Italia y las costas musulmanas. Asaltó incluso los bien armados barcos de la República de Venecia, la mayor potencia naval en el Adriático entonces, hasta el punto de que el asunto se debatió en el Senado de la República, que resolvió acabar con él. Encargó la misión a una tropa de trescientos hombres en una flotilla al mando del capitán Loredano. Desembarcaron para ello en Roccella Ionica, donde se encontraba Navarro, que pudo resistir el ataque con los refuerzos que le envió Centelles desde Crotona, refugiándose en el castillo de la villa y aguantando el asedio varios días hasta que Loredano se retiró.
Poco después Centelles fue apresado por los turcos, llevado a Estambul y ejecutado. Sus bienes, incluyendo el marquesado y los barcos, quedaron en manos de su viuda, que los puso a disposición de Navarro para que siguiera ejerciendo el corso.

### Al servicio del Gran Capitán

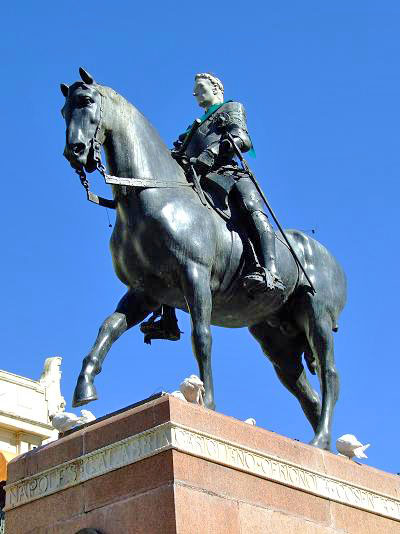
Monumento en honor del Gran Capitán en Córdoba (España)

En el año de 1499 atacó sin éxito una nave de piratas portugueses, resultando herido de un arcabuzazo, por lo que decidió regresar a Civitavecchia, donde desembarcó y guardó cama, para su pronta recuperación. Estando en ella le dio tiempo de pensar y decidió no volver a la mar, para dedicarse a lo que mejor se le daba, que era el manejo de la pólvora y la ingeniería militar. Tras recuperarse de las heridas decidió ponerse al servicio de Gonzalo Fernández de Córdoba, el Gran Capitán, por el cual sentía gran admiración, que le dejó encargado del manejo de las pólvoras y de la ingeniería.
En el mes de mayo de 1500, zarpó del puerto de Málaga, con rumbo a Mesina, uniéndose en este puerto la escuadra española y la de la república de Venecia, que juntas comenzaron una guerra naval contra los turcos para recuperar las posesiones venecianas en Grecia. 
El objetivo de la expedición fue Cefalonia, plaza que fue sometida a asedio. En la fortaleza de San Jorge de esta ciudad, defendida por jenízaros al mando de un capitán albanés llamado Gisdar, Navarro pudo probar una nueva composición de la pólvora para las minas, además del azufre, el cual se introducía ardiendo en las troneras, abrasando a los defensores y provocando que abandonaran las defensas para evitar sus humos venenosos.
No consiguió derribar el muro del todo, pero el 25 de noviembre de 1500, al minar con bateles al nivel del mar las rocas sobre las que se asentaban las murallas del castillo, logró derribar un trozo de muro. Por esta brecha se inició el ataque al castillo, defendido bravamente por la guarnición turca. Las relaciones de la época hacen variar el número de defensores entre 300 y 700, y la duración de la toma de Cefalonia entre 40 días y varios meses.
Tras la toma de esas fortalezas en 1503 el Gran Capitán honró a Pedro Navarro con el título de conde de Oliveto

### Nápoles
Al terminar la guerra contra los turcos, siguió a Gonzalo de Córdoba en su segunda campaña napolitana con rango de capitán. Allí volvió a demostrar sus conocimientos, contribuyendo a la reforma y modernización de la infantería como pieza clave del nuevo ejército que el Gran Capitán estaba estructurando en aquellos años.
De acuerdo con lo estipulado en el tratado hispano-francés de Granada (noviembre de 1500) desembarcaron soldados españoles en Tropea (julio de 1501) para tomar posesión de las regiones de Calabria y Apulia y doblegar los focos de resistencia local. Navarro destacó en las consiguientes operaciones. También como marino, pues derrotó a una escuadra francesa que intentaba aprovisionar (infringiendo el tratado) a los sitiados en Tarento (febrero de 1502). 
Iniciadas abiertamente ya las hostilidades entre españoles y franceses tras las reiteradas violaciones del tratado, a Navarro le tocó repeler el primer gran embate del numeroso ejército francés enviado por Luis XII a ocupar todo el reino de Nápoles. Con solo 500 hombres al inicio, rechazó tres ataques en Canosa (agosto de 1502), impidiendo a todo trance la pérdida de ella; pero le llegó la orden de don Gonzalo de que la abandonara, habiendo logrado causar muchas bajas al enemigo y retardado su avance, dando tiempo al Gran Capitán para organizar la defensa de Barletta. Así pues, Navarro negoció una capitulación con D'Aubigny para evacuar a los 150 supervivientes del cerco, y para demostrar que lo hacía en cumplimiento de una orden, hizo salir a su tropa con las banderas desplegadas a tambor batiente.

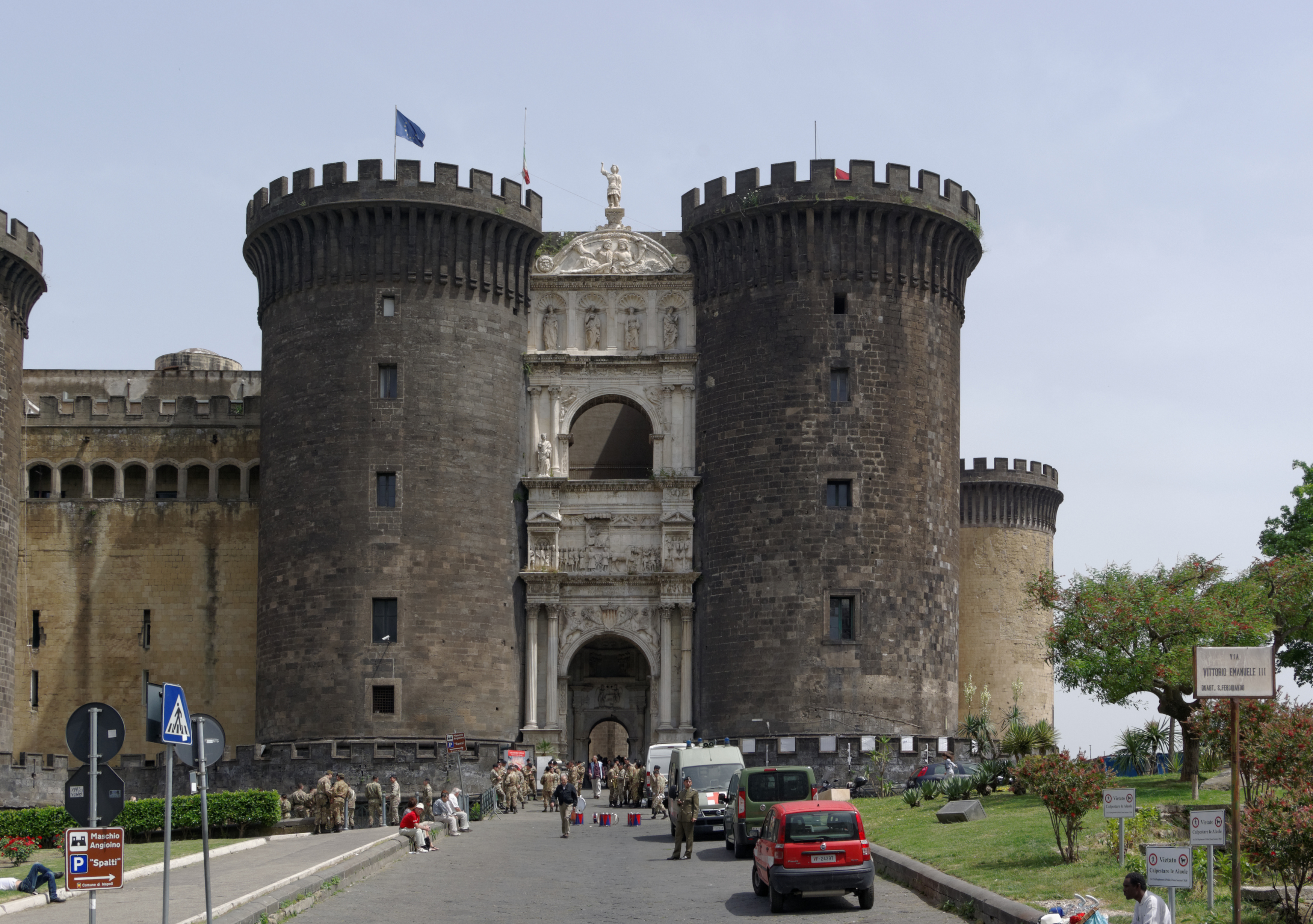
Castel Nuovo (Nápoles)

Tomó parte como capitán de infantería y artillería en la victoria de Ceriñola (28 de abril de 1503). Prosiguió la conquista de la península itálica, y el día 15 de mayo cayó en manos españolas la población de Nápoles, quedando aún en poder de los franceses el Castello Nuovo.
Al ser esta fortaleza casi inexpugnable, se encargó a Navarro que preparase una de sus minas, que por fin funcionó tal como Navarro deseaba. Bajo la cobertura de la artillería puso a trabajar a los zapadores junto a la muralla y mandó introducir barriles de pólvora en las excavaciones (una de ellas bajo el polvorín francés) para luego cerrarlas totalmente. El 11 de julio el Gran Capitán desplegó soldados en el campo para simular un asalto y la guarnición francesa tomó posiciones en las almenas. Entonces Navarró ordenó prender fuego a la pólvora y el consiguiente estallido desplomó una parte de la muralla (arrastrando en la caída a los defensores ahí situados) por donde entraron luego los españoles para rendir finalmente la ciudadela al día siguiente.

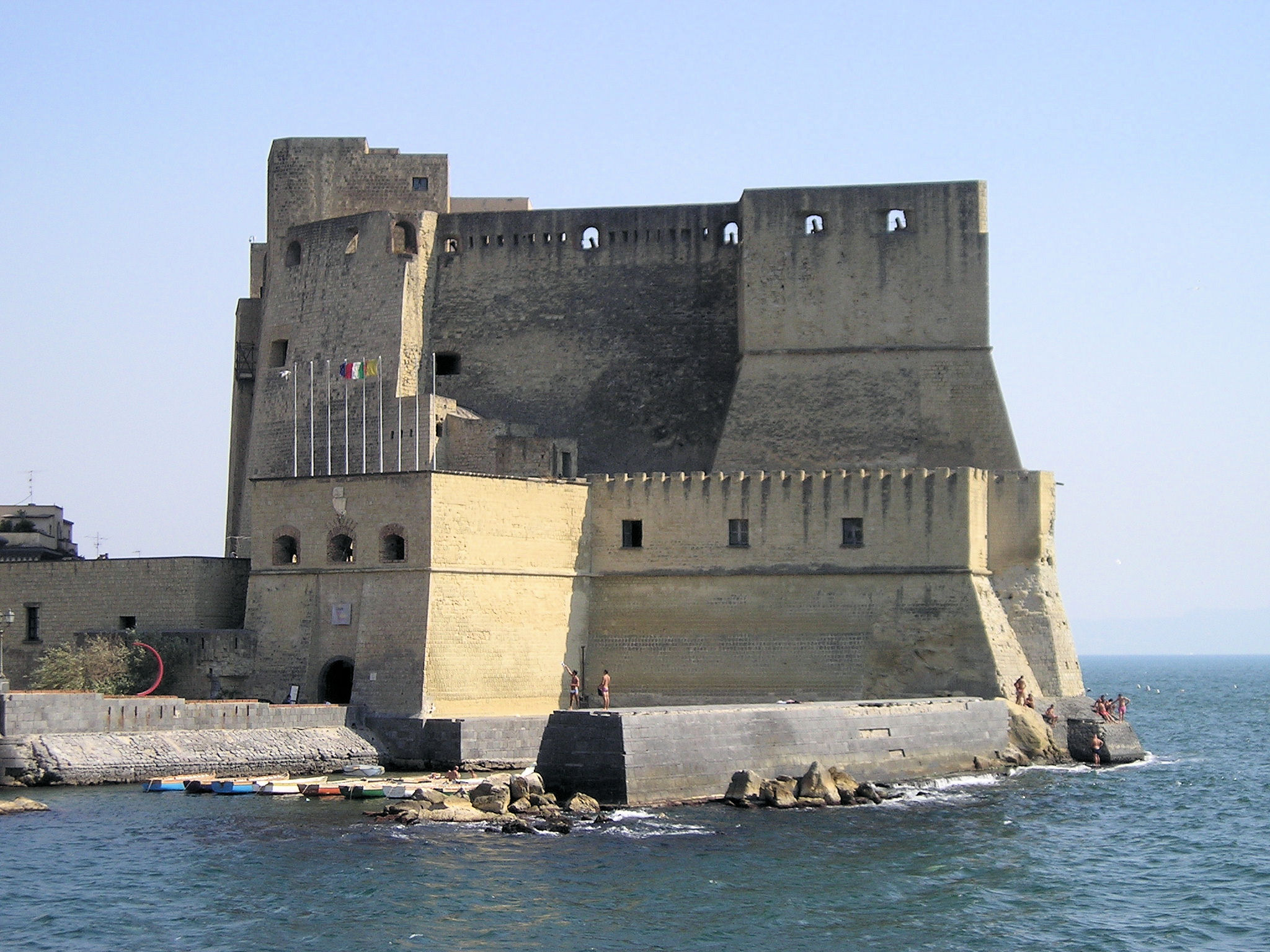
Castel dell'Ovo (Nápoles)

A continuación, Gonzalo de Córdoba se dirigió con la mayor parte de las tropas a Gaeta para expulsar totalmente a los franceses del reino, y dejó a Navarro al frente de la conquista de la otra fortaleza de la capital napolitana: el Castel dell'Ovo (Castillo del Huevo), cosa que este hizo siguiendo el procedimiento anterior, tras lo cual se reunió con aquel. Todos estos acontecimientos y la forma de su realización, unidos a la masiva destrucción que producían, se difundieron rápidamente por Europa, por lo que se le reconoció a Navarro, incluso se llegó a denominarle «el inventor de la mina moderna militar».
Conocedor de la entrada de un nuevo ejército francés en Italia, Córdoba postergó la toma de Gaeta para interceptarlo en las orillas del río Garellano. Y en el enfrentamiento (desde mediados de octubre hasta la ofensiva final española del 28 de diciembre de 1503), Navarro estuvo al mando de tropas de infantería y de zapadores e incendió el puente del río para cortar el paso a los franceses. También participó en el resto de las operaciones posteriores hasta la completa pacificación del reino.
Una vez firmado el Tratado de Lyon (febrero de 1504), en el que Luis XII reconocía la soberanía de Fernando el Católico sobre Nápoles, el nuevo virrey Gonzalo de Córdoba repartió títulos y propiedades entre sus oficiales más sobresalientes. A Pedro Navarro le correspondió la villa y el condado de Alvito.
Cuando surgieron las desavenencias entre Fernando y su virrey, Navarro viajó a España enviado por el segundo para intentar, infructuosamente, una reconciliación. En septiembre de 1506, el propio rey se trasladó a Nápoles. Organizó la administración del reino y destituyó de sus cargos a Gonzalo de Córdoba y sus capitanes, desposeyendo a estos últimos de sus señoríos, exceptuando a Navarro. El cual, el 4 de junio de 1507, siendo almirante de la flota napolitana, regresó a España junto al monarca. Navarro iba precediendo a la Armada real con sus 16 naves. Después de recoger al Gran Capitán en Génova, llegaron el 28 de junio a Saona, de donde zarparon cuatro días después, tras entrevistarse el rey con Luis XII de Francia. El 14 de junio llegaron a Barcelona, pero no pudieron desembarcar por una reciente peste, de modo que el rey desembarcó finalmente en Valencia el 21, donde ya le esperaba Navarro.

### De vuelta a España
Al poco tiempo recibió una orden real del Rey Católico, de que se pusiese al mando de un ejército, para volver al orden al duque de Nájera, regente de Castilla y de León, cada vez más rebelde a los designios del aragonés, casado en segundas nupcias con Germana de Foix, en cumplimiento del Tratado de Blois con Francia. Al presentarse Navarro con sus fuerzas, el duque de Nájera no creyó oportuno el presentar combate contra el afamado militar, por lo que le instó a entablar conversaciones, para llegar a un acuerdo y con él a la paz.
Por la excelente reacción de Nájera, y el final tan rápido al que se había llegado por la fama de Navarro, el rey le nombró capitán general de su Armada en 1508, con la misión de conquistar reductos en el norte de África, que eran de vital importancia para mantener alejados a los piratas berberiscos.

### Campañas de África
La siguiente misión de importancia que el rey encomendó a Navarro fue combatir la piratería y el corso berberiscos, que se estaban convirtiendo en un serio problema para el tráfico marítimo mercante. Desde la primavera de 1508, Navarro estuvo al mando de una flotilla capturando o hundiendo embarcaciones piratas y corsarias, generalmente fustas o galeotas ligeras.
El 23 de julio del mismo año llegó al peñón de Vélez de la Gomera, situado a poco menos de cien metros de la villa costera del mismo nombre. Ambos lugares eran un importante núcleo de corsarios. Navarro puso todos los barcos a tiro de cañón del islote, y aquellos huyeron a refugiarse en Vélez. Una vez tomado el peñón, mandó subir a él la artillería, y con ella destruyó completamente la villa y su puerto. Siendo el peñón un punto estratégico, ordenó fortificarlo y dejó en él una guarnición de treinta y dos hombres bajo el mando del alcaide Juan de Villalobos.
Poco tiempo después acudió a socorrer al destacamento portugués de Arcila, que estaba siendo atacado por numerosas tropas del rey de Fez, y consiguió que éstas levantaran el sitio y se retiraran tras cañonearlas desde los barcos.

#### La conquista de Orán

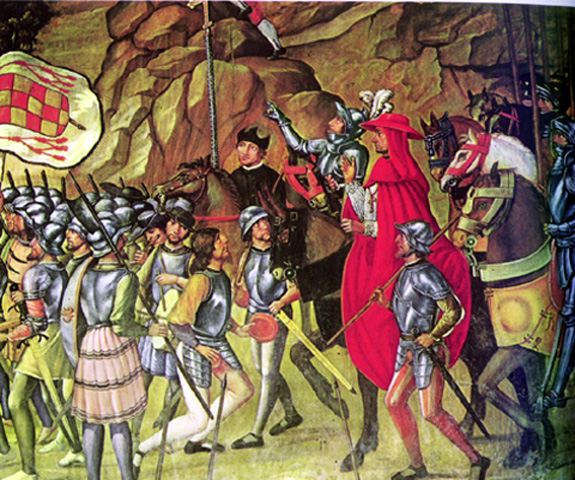
El cardenal Cisneros en la toma de Orán. Pintura mural por Juan de Borgoña en 1514, conservado en la catedral de Toledo.

En España, el cardenal Cisneros convenció al rey Fernando de la conveniencia de iniciar incursiones militares en el norte de África, ofreciéndose a financiarlas él mismo con las rentas de su señorío eclesiástico. El monarca designó al propio Cisneros capitán general de la campaña, y a Navarro, maese de campo encargado de dirigir las operaciones sobre el terreno. Navarro aceptó con desagrado el nombramiento de Cisneros.
Las fuerzas se concentraron en el puerto de Cartagena: 90 naves (80 de transporte y 10 galeras) y 22 000 soldados. Pronto surgieron fricciones entre el cardenal y el conde. La primera de ellas, a causa del botín obtenido de la captura, antes de partir, de varias fustas moriscas, que Navarro repartió enteramente entre los participantes en los asaltos, en vez de destinar la mitad a financiar la expedición, como estaba convenido.
La flota zarpó el 16 de mayo de 1509 y arribó al día siguiente a Mazalquivir, la cabeza de puente (bajo control español desde 1505) desde la que se partiría el día 18 para la conquista del primer objetivo: Orán, cercana e importante ciudad costera de 10 000 habitantes y bien fortificada y artillada.
Cisneros tenía intención de marchar él mismo en cabeza de la formación, pero finalmente Navarro le convenció de que se quedara en Mazalquivir, y planificó un ataque por mar y tierra que culminó a la postre en una fácil victoria. Mientras la armada bombardeaba las murallas, la fuerza terrestre, que Navarro dividió en cuatro cuerpos, se enfrentó con el enemigo a las afueras de la ciudad. La artillería y caballería españolas obligaron a los defensores a replegarse hasta que tuvieron que resguardarse dentro de Orán. Una vez consolidadas las posiciones del sitio, se inició el asalto con escalas, bajo cobertura artillera y con ayuda de minas. Cuando parecía que la batalla se estaba decidiendo en lo alto de las murallas, entraron los atacantes por las puertas de la ciudad. La lucha continuó, por poco tiempo, en las calles y en el puerto.
El resultado final fue, tras apenas dos o tres horas de combate, de 4000 a 5000 bajas enemigas por solo 300 propias, y un gran saqueo posterior de la ciudad y los barcos capturados en el puerto por parte de marinos y soldados, que se hicieron con un botín de 500 000 escudos en monedas, mercancías, esclavos y rehenes. Navarro tomó posesión de Orán en nombre del rey, por lo que la plaza pasaba a manos de la Corona, privando a partir de entonces del mando a Cisneros, quien hubo de regresar a España.

#### Toma de Bugía y Trípoli
A pesar de las quejas de Cisneros al rey respecto a Navarro, el monarca le confirmó en su puesto al frente de la campaña y le envió refuerzos para continuarla. Tras pasar el invierno en Formentera, se dispuso a capturar la rica ciudad de Bugía.
Llegó a sus cercanías con 5000 soldados el 5 de enero de 1510 e inició el ataque al amanecer del día siguiente. Frente a él se encontraba un reyezuelo llamado Abderrahmán con unos 10 000 defensores, que lanzó contra los españoles cuando estaban desembarcando, al tiempo que los cañoneaba desde la ciudad. Sin embargo, estos repelieron el ataque gracias a la ayuda de la artillería naval que les protegía, y comenzaron luego el asedio bombardeando desde tierra y mar. Al penetrar finalmente en la ciudad, la mayor parte del combate tuvo lugar en las calles de la ciudad, que se rindió al mediodía tras la huida de Abderhamán y su séquito y la muerte de muchos de sus habitantes.
Después Navarro sacó provecho de las disputas entre Abderrahmán, en realidad un usurpador, y su sobrino, el joven rey Muley Abdallá. Este le guio hasta la cercana sierra en la que se habían refugiado su tío y los fugitivos que se habían reunido con él. El roncalés les atacó por la noche con 500 españoles. Abderrahmán volvió a escapar pero murieron 300 de sus hombres, otros 600 fueron apresados junto a su primera esposa, su hija y altos cargos de la ciudad, y su campamento, con sus muy valiosas pertenencias, fue saqueado y después incendiado por los españoles. Estos, que aumentaron su botín con el ganado y los camellos capturados y el rescate cobrado por los rehenes, tan solo tuvieron una baja en esta incursión a la montaña.
Los contundentes éxitos militares logrados hasta entonces por Navarro intimidaron a los reyes de las ciudades-estado de Argel y Túnez, que ofrecieron vasallaje al de España y liberaron a todos los cristianos que tenían cautivos.
Tras consolidar el dominio en la región, el conde reorganizó la flota en julio (1510) en la isleta siciliana de Favignana y se embarcó con más de 14 000 hombres a la conquista de Trípoli, donde se enfrentaría a un similar número de defensores protegidos por fuertes murallas y baluartes.
La batalla se dio el 25 de julio tras el desembarco. Tras entrar en acción las artillerías de ambos bandos, se asaltaron con éxito las murallas. A continuación empezó una extenuante lucha casa por casa que se prolongó hasta bien entrada la noche, y que se saldó con unos 200 o 300 muertos españoles y 5000 berberiscos, más otros tantos de estos últimos capturados como esclavos. Una vez más los vencedores se hicieron con un cuantioso botín, incluido el obtenido de la captura de los barcos del puerto, entre ellos cinco naves de auxilio enviadas (ya tarde) por el sultán turco y barcos mercantes turcos, albaneses y venecianos o genoveses que arribaron (sin saber lo ocurrido) a Trípoli para descargar.

#### El fracaso de Gelves y los Querquenes
Alentado por estas victorias, Navarro manifestó al rey su disposición para continuar al frente de la empresa con nuevas y más ambiciosas conquistas. Pero su condición de hidalgo de origen humilde jugó en su contra y fue desplazado por el joven e inexperto García de Toledo, primogénito del segundo duque de Alba, a quien el monarca ya había nombrado en abril capitán general de África, con sede en Bugía.

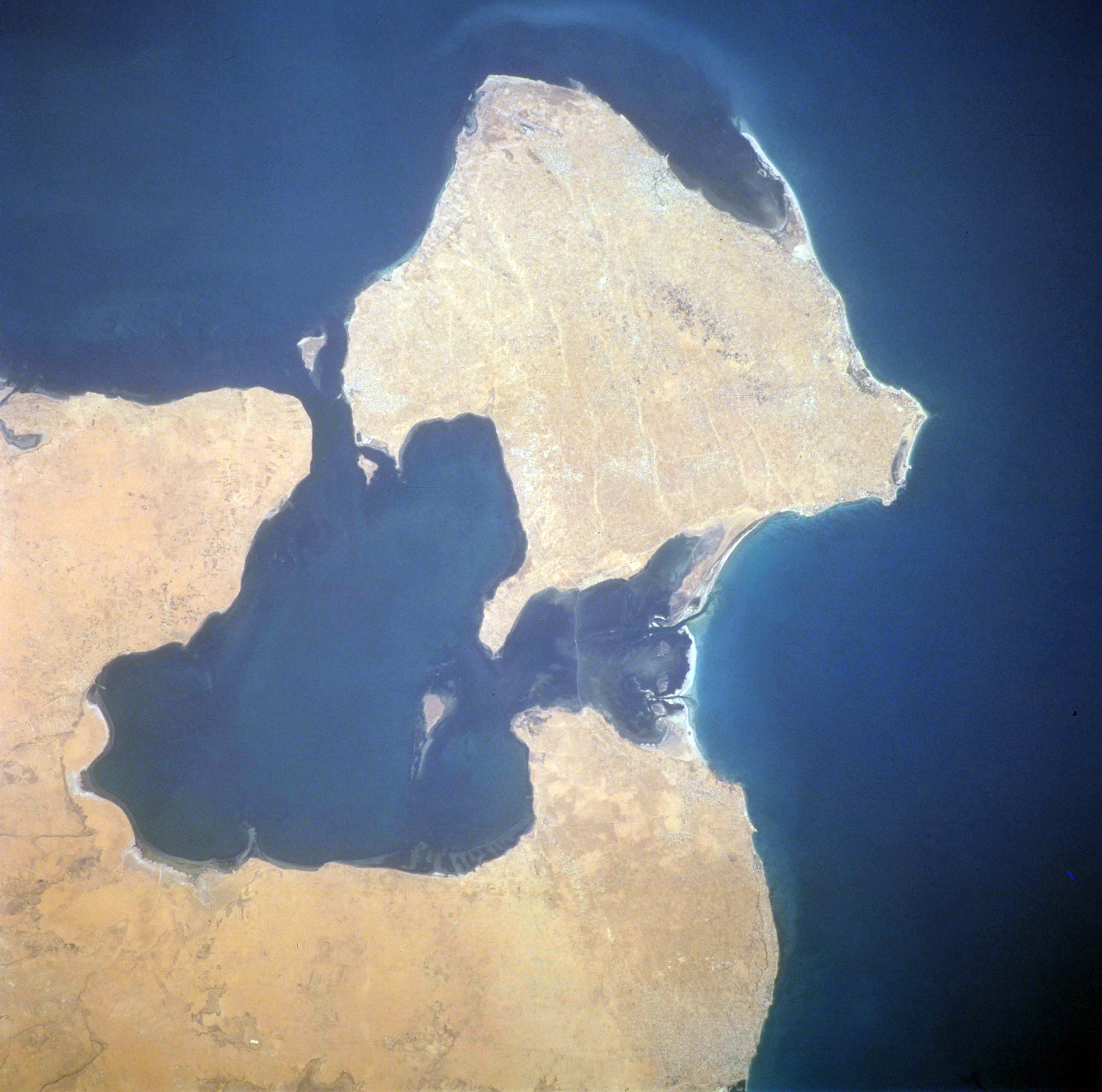
Isla de Yerba (Túnez)

A principios de agosto, al mando de don García, ya estaban listos para zarpar desde Málaga unos 7000 hombres embarcados en quince naos gruesas, pero una epidemia norteafricana de peste obligó a aplazar la partida. Mientras tanto, Navarro estudió la posibilidad de atacar la isla de Yerba (Djerba, también llamada isla de los Gelves), un conocido cobijo de corsarios berberiscos frente a la costa oriental tunecina. Por ello salió de Trípoli a principios de mes con una expedición de reconocimiento de ocho galeras y una fusta. Intentó persuadir a los principales jefes de la isla de que aceptaran rendir vasallaje al rey de España para evitar la confrontación. Al negarse estos, decidió esperar la llegada de los refuerzos para iniciar la invasión.
Zarpó por fin don García, tomó posesión en Bugía, dejó allí una parte de su armada con 3000 hombres y se reunió con Navarro (quien sería su segundo) el 23 de agosto de 1510 en Trípoli para preparar la expedición. La flota llegó el día 29 y desembarcaron 8000 hombres, que hubieron de hacerlo en bateles debido al poco calado de la costa. Una vez en tierra, el ejército se dividió en siete escuadrones al mando de un coronel cada uno. Don García se empeñó en marchar él mismo en el de cabeza, junto a un centenar de jóvenes de la nobleza castellana.
La misión consistía en atacar un castillo donde se acantonaban los corsarios, y hacia allá se encaminó la tropa a través de una zona arenosa y bajo un calor sofocante. Los mandos, confiados en que iban a lograr una fácil y pronta victoria, no ordenaron llevar víveres ni agua. Los soldados, que además debían arrastrar a mano la artillería, fueron víctimas del calor, la sed y el agotamiento, y muchos cayeron desmayados. Al divisar vegetación, se dirigieron hacia ella, y al llegar allá los primeros hombres del escuadrón de vangardia descubrieron un pozo. En cuanto se corrió la voz entre la tropa, ésta acudió impacientemente y en desbandada hacia él, deshaciendo totalmente la formación a pesar de los intentos de los oficiales por poner orden. En ese momento unos pocos centenares de berberiscos emboscados aprovecharon la ventaja para atacar a pie y a caballo, matando a todos aquellos que no lograron escapar. Aproximadamente la mitad de los españoles (unos 4000) quedaron muertos en la arena, incluyendo a don García y otros nobles. El resto huyó desordenadamente hacia el litoral.
Fuera del palmeral, el enemigo era mucho más numeroso (hasta 4000 hombres), y Navarro, con ayuda de Pedro de Luján y otros coroneles, intentó organizar los escuadrones de retaguardia para hacerle frente, comprendiendo que de lo contrario la catástrofe podría ser total, pero no pudo detener la desbandada. Afortunadamente para los supervivientes, los jinetes e infantes moros no continuaron la persecución. Unos 3000 españoles que no pudieron reembarcar ese día hubieron de esperar toda la noche en la playa la llegada de los botes que los recogieron.
No acabó ahí el desastre, pues el día 31 un fuerte temporal hizo naufragar varias naves y dispersó a los veleros, que quedaron a merced del viento. La nao en la que viajaba Navarro fue a la deriva hasta las costas de Turquía y allá estuvo a punto de hundirse al abrirse las cuadernas. La tripulación se salvó gracias a la pericia como marino del roncalés, que consiguió escorar el barco hacia un costado y navegar así hasta Trípoli. Reagrupados tiempo después los treinta veleros y 5000 hombres que quedaban, invernaron en Lampedusa.

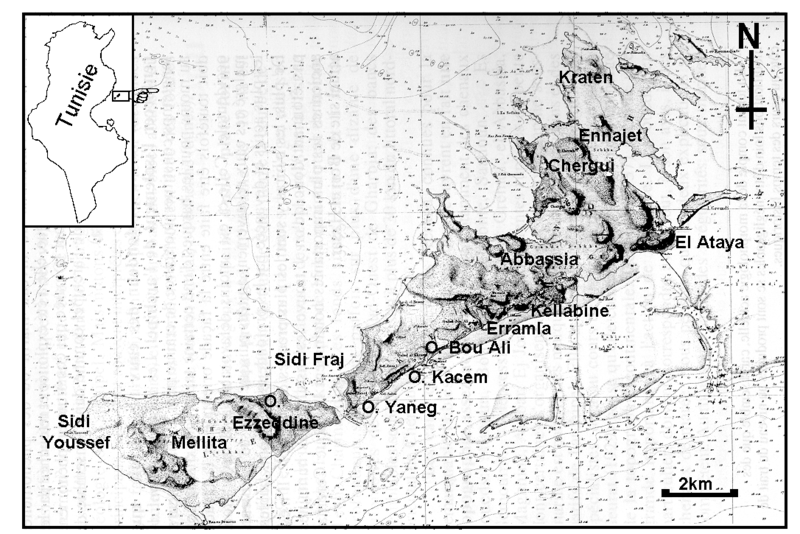
Islas Querquenes (Túnez)

A pesar de todos estos grandes reveses y de las inclemencias del invierno, Navarro aún tuvo fuerzas para emprender otra incursión en territorio musulmán. El objetivo eran las islas Querquenes (Ker-kenah), ricas en agua dulce y pasto para el ganado. Pensaba aprovisionar a la armada con carne y agua. Tras varios intentos fallidos por el mal tiempo, el 20 de febrero de 1511 desembarcó en la mayor de las islas una avanzada de 400 hombres al mando del coronel veneciano Jerónimo Vianelo (Girolamo Vianello). Pero la traición de un alférez, enfurecido por una trifulca con aquel, dio al traste con la misión: los lugareños refugiados en un extremo de la isla degollaron por la noche a Vianelo y sus hombres cuando dormían. Navarro tuvo que retirarse con los barcos a la isla de Capri.

### De nuevo en Italia
A pesar de que el desastre de los Gelves le granjeó a Navarro muchas enemistades en la Corte, el rey volvió a contar con él, aunque nuevamente fue relegado del mando en favor de un noble. Se le ordenó que acudiera con su armada a Nápoles y se pusiera a disposición del virrey Ramón de Cardona, capitán general de los ejércitos coaligados de la Liga Santa (1511) que combatirían en Italia contra los de Ferrara, Florencia y de Luis XII de Francia.

#### Bolonia y Rávena
El 2 de noviembre de 1511, con Cardona al frente y Navarro como general de infantería, partió de Nápoles una expedición con la intención de desalojar a los franceses de Bolonia. Antes de iniciar el cerco a esta ciudad, el roncalés se encargó de rendir, primero con minas y luego con la infantería, la fortaleza de Genivolo (fines de diciembre de 1511). Se inició después (16 de enero de 1512) el mencionado asedio mediante la artillería, al tiempo que Navarro intentaba volar los muros de la ciudad. Sin embargo, debido a la humedad, el frío, la nevada del momento y el terreno blando y poroso sobre el que estaban, las minas no funcionaron. Cuando Gastón de Foix-Nemours, capitán general de los franceses en Italia, logró reforzar la defensa con 10 000 hombres, Cardona juzgó ya imposible la toma de Bolonia y ordenó levantar el sitio.
El siguiente enfrentamiento de importancia entre Foix y Cardona fue la batalla de Rávena (11 de abril de 1512). El francés realizó una maniobra envolvente que le permitió abrir fuego de artillería de lleno sobre la caballería pesada aliada, causándole cuantiosas bajas y provocando que Fabrizio Colonna, al mando de ella, lanzara un ataque a la desesperada sobre su homóloga francesa. Los de Colona, junto a la caballería ligera del marqués de Pescara que acudió a socorrerles, fueron arrollados por la experimentada caballería pesada francesa, muy superior en el terreno llano en que tuvo lugar el choque. Viendo la batalla perdida, Cardona huyó junto con las tropas de retaguardia. 
La infantería española, en primera línea y bajo el mando de Navarro, mantuvo la posición, y consiguió resistir sucesivos embates de la infantería enemiga: de mercenarios lansquenetes, de la francesa y de la de Ferrara. Foix reagrupó todas las tropas y lanzó con ellas un nuevo ataque. Siendo imposible rechazarlo esta vez, Navarro organizó una retirada ordenada. En una carga de caballería contra los hombres que la cubrían murió el propio Foix. El conde de Oliveto fue herido y capturado por un soldado enemigo.
Paradójicamente, la batalla de Rávena se saldó con más bajas en el bando vencedor francés. De hecho, de no ser por la retirada de Cardona, la victoria habría sido para la Liga, ya que después de que Navarro consiguiera solventar la situación adversa, las tropas de la tercera línea con las que huyó el virrey podrían haber realizado un contrataque definitivo. A pesar de ello, Cardona y otros generales culparon al roncalés de la derrota, recriminándole que no hubiera atacado desde el principio (cubriendo así también a la caballería) en vez de esperar.
Navarro quedó prisionero del duque de Longueville, que pidió por él un rescate de 20 000 escudos de oro y le recluyó en su castillo de Loches (octubre de 1512). Fernando el Católico intentó su liberación sin pagar dicha cantidad, primero por la fuerza, cosa que impidió la guardia del castillo, y después diplomáticamente (también sin éxito), aprovechando las treguas firmadas con Francia.

### Al servicio de Francia
Francisco I, yerno y sucesor de Luis XII, consciente del valor y la inteligencia de Navarro, le propuso en 1515 entrar a su servicio con el cargo de general. Este aceptó la oferta, dado que durante tres años el rey de España no quiso pagar el rescate que Longueville pedía, y devolvió el título de conde de Oliveto (que luego el monarca adjudicaría a Ramón de Cardona). Simbólicamente Navarro se había convertido en súbdito natural del rey Fernando durante su cautiverio, ya que a partir de 1512 el Reino de Navarra fue conquistado por el monarca católico, dejando de depender de la Casa de Labrit para pasar a manos de los Trastámara. Aunque los intentos de recuperación del reino pirenaico se alargaron hasta 1525. En esos intentos sus familiares y convecinos los Roncaleses fueron los más fieles y leales partidarios de la recuperación del reino para sus legítimos propietarios, la casa de los Labrit o Albret , dato que suele obviar la historiografía española.
Navarro empezó su nueva labor reclutando veinte compañías de gascones, vascos y navarros para apoyar una nueva incursión francesa en Italia. En el verano de 1515, un numeroso ejército (50 000 soldados) cruza los Alpes, toma con facilidad Novara, Vigevano y Pavía, y se dispone a controlar totalmente el Milanesado. En la batalla de Marignano (13-14 de septiembre de 1515) la infantería francesa que él mandaba se impuso a la suiza gracias al orden y disciplina de fuego que estableció en las hileras de arcabuceros y ballesteros. El 4 de octubre derrumbó con artillería y minas los muros del castillo Sforza de Milán en el que resistía el duque Maximiliano, aunque durante la acción fue herido en la cabeza por una esquirla de piedra.

#### Brescia
El Papado, el Sacro Imperio Romano Germánico y España se habían aliado para hacer frente a Francia, quien a su vez contaba con el apoyo de Génova y Venecia. Esta última había perdido Brescia a manos de los imperiales, quienes ocupaban la plaza con una guarnición española de unos pocos cientos de hombres.
En noviembre de 1515, el embajador veneciano en Milán persuadió a Navarro para que comandara la conquista de la mencionada ciudad, y allá se dirigió con 8000 soldados, la mayoría gascones,  vascos y navarros que había reclutado el año anterior. En el mismo mes ya estaban fijadas las posiciones del sitio. En diciembre se iniciaron las excavaciones para la colocación de minas junto a la ciudadela. Los españoles, que ya conocían la técnica, pues la habían aprendido de él, guiándose por el ruido de los picos cavaron contraminas que luego hicieron estallar. Además de frustrar los planes enemigos, mataron a muchos de los zapadores que se hallaban en las galerías subterráneas, entre los que se encontraba un oficial veneciano que en un principio confundieron con el propio Navarro. El fracaso del ataque y la noticia de la llegada de refuerzos alemanes le condujeron a levantar temporalmente el sitio.
Tras colaborar con varios altos mandos en otras operaciones bélicas en el norte de Italia, en mayo de 1516 se puso al frente de 5000 infantes que se unieron a las tropas de Teodoro da Trivulzio para ejecutar un asalto definitivo a Brescia. Tras haber desertado por falta de paga una parte de los defensores de ella y dada la inferioridad numérica de aquellos, los franceses lograron rendir la plaza acordando una capitulación con el capitán español de la guarnición, el catalán Lluís d'Icart, al que se permitió salir del lugar junto a sus hombres, portando estos sus armas, pertrechos y bienes.

#### Breve etapa corsaria
Acabada la guerra (agosto de 1516), y habiendo quedado por ello sin ocupación, Navarro decidió dedicarse al corso, fijando su base operativa en Marsella. Obtuvo de la Corte francesa 20 000 ducados, con los que armó una flota de 18 naves, en la que embarcó 6000 hombres para correr las costas de Berbería. Zarpó hacia fines de año con altas expectativas, pero el frío, la falta de alimentos y las enfermedades frustraron sus intenciones, y tuvo que regresar a Francia en enero de 1517.
En mayo del mismo año volvió a partir de Marsella, esta vez para enfrentarse a los corsarios berberiscos, contando para ello con 15 embarcaciones, entre ellas un galeón y una carabela. En octubre bombardeó Mehedia (Argelia), pero la defensa artillera de la ciudad hundió una de sus naves y le arrancó el mástil de otra. En el posterior desembarco surgieron disputas entre los franceses y los mercenarios españoles contratados por Navarro, y esto, junto al insuficiente número de sus tropas, no le permitió efectuar más que una pequeña demostración de fuerza ante el enemigo, tras lo cual volvió a Marsella.
A finales de año se entrevistó con el papa, al que expresó su deseo de combatir contra los infieles bajo su auspicio. Con tal propósito obtuvo del pontífice una pequeña financiación (4000 ducados), que le ayudó a reclutar 2000 hombres. Junto a ellos navegó, en el verano de 1518, a bordo de nueve galeones y cinco bergantines, pero no pudo cumplir su mayor objetivo, la conquista de Monastir, por la fuerte resistencia que opusieron los defensores.
En diciembre logra el apoyo de Francisco I para salir a luchar una vez más contra los corsarios norteafricanos. El soberano le promete poner a su disposición unas doce galeras, pero la puesta a punto de la expedición se fue demorando a lo largo del año siguiente por ciertos problemas, entre otros las dificultades legales para el reclutamiento de galeotes. Cuando finalmente Navarro se encontró, en octubre, al mando de 10 naves, con la escuadra del corsario Sinan frente a Mehedia, no pudo batirle, y tuvo que regresar a la Provenza. El hambre y las enfermedades habían mermado seriamente a la tripulación. Su último intento, un año después, con cuatro barcos, tampoco le daría los resultados apetecidos.

#### Rechazo de Carlos I
A principios de 1520 el monarca galo armó una poderosa flota en la Provenza, y, en contra de lo esperado, no le confirió el mando de ella a Navarro, sino al hermano de una amante suya. El roncalés, que se había sentido marginado durante el último año, decidió entonces romper su relación con Francia y ponerse a disposición de Carlos I de España (o Carlos V como emperador). Para ello cursó una petición a través del Papa y del embajador español en Roma, Juan Manuel, señor de Belmonte, el cual se dirigía al soberano en estos términos:

Hame dicho el Papa que el conde Pedro Navarro le ha enviado á suplicar que le encomiende mucho a Vuestra Majestad, lo cual él dice que hará con muy buena voluntad, porque le parece que conviene mucho que á éste le reciba V. M. por su servidor (...) He sabido está muy mal contento con los franceses y con ganas de enojarlos, y con mayor gana de servir a Vuestra Alteza, lo cual me mandó avisar, si quiere servirse de él.
Juan Manuel, señor de Belmonte

En el mes de septiembre, el roncalés precisó en Roma su oferta: se comprometía a arrebatar Génova a los Fregoso (aliados de Francisco I) para entregársela a los Adorno (asociados a Carlos V). La conquista sería financiada por estos últimos, y se ejecutaría con unos mil soldados españoles. Sin embargo, y a pesar de la buena imagen que de él transmitía el embajador («es persona muy señalada y bien leal a cuanto yo entiendo»), la propuesta de Navarro no fue tenida en cuenta por el Emperador.

#### Guerra italiana de 1521-1526
Cuando estalló la guerra italiana de 1521-1526 Navarro volvió a militar para Francisco I, quien le envió a reforzar la defensa de Génova con cuatro galeras y 2000 infantes. Por desgracia para él, llegó a la ciudad justo cuando los imperiales entraban en ella (30 de mayo de 1522), y fue capturado por el maese de campo Juan de Urbina, quien había sido soldado a sus órdenes durante las campañas del Gran Capitán. 
El embajador don Juan Manuel sugirió de nuevo a Carlos V admitir al roncalés a su servicio, señalando la mejora que supondría para la armada española contar con su dirección, solucionando así los problemas que en su funcionamiento se habían evidenciado recientemente. Pero también esta vez el monarca se negó a ello, y ordenó trasladar al prisionero al Castel Nuovo de Nápoles, la misma fortaleza cuyos muros derrumbara dos décadas antes. Allá permanecería cuatro años.
Según el Tratado de Madrid (14 de enero de 1526), que puso fin a la contienda, todos los prisioneros debían ser liberados, a condición de que se reincorporaran al servicio de su señor natural. Sin embargo, por lo que respecta a Navarro, varias voces en la Corte de Carlos V le tachaban de traidor, y era evidente que el soberano no quería saber nada de él. Por ello, se puso de nuevo bajo las órdenes de Francisco I, quien por su parte violó muy pronto el tratado, reanudando las hostilidades en Italia en lo que se conoce como guerra de la Liga de Cognac.

#### Guerra de la Liga de Cognac
Navarro participó en este conflicto con el cargo de almirante de las fuerzas navales coaligadas. Como tal dirigía en persona el bloqueo marítimo de Génova (1526), cuando recibió noticia de la próxima venida de una flota española de socorro. Salió a interceptarla con un número de naves superior a ella, pero fracasó totalmente al evadirse casi por completo la formación enemiga. El rey le relevó del puesto y a cambio le dio mando en tierra.
Ahora como general de infantería, subordinado al mariscal Lautrec, el roncalés contribuyó a la toma de Génova, Alessandria (usando sus minas para derribar los muros) y otras plazas menores. Los ejércitos de la Liga pasaron el invierno en Bolonia, y se prepararon para la campaña primaveral, con el objetivo de expulsar de la península al rival, replegado en Nápoles.
Hacia fines de febrero de 1528, Navarro marchó en vanguardia de la incursión aliada en el reino napolitano. Se encargó de someter varias zonas y luego se reunió con Lautrec frente a la capital, para acometer la conquista del último bastión de los imperiales. El sitio y el campamento, cuya traza diseñó Navarro, se establecieron el 9 de abril. El pronóstico era de triunfo claro para los de la Liga: 26 000 hombres frente a 10 000 hispano-alemanes (además de unas reducidas infantería napolitana y caballería ligera albanesa).
El bloqueo marítimo, del que se ocupaba Andrea Doria ayudado por su sobrino Giannettino, pareció consolidado cuando fracasó el intento de romperlo por parte de Hugo de Moncada. Sin embargo, el almirante genovés negoció durante el asedio un cambio de bando con el Emperador. Así, en verano, tras la firma del nuevo contrato, las naves de tío y sobrino pasaron de impedir el abastecimiento y refuerzo para la guarnición hispano-germana a procurarlo, y comenzaron a atacar desde el mar a los sitiadores.
Para privar de agua a los cercados, Lautrec ordenó romper los canales que la conducían a la ciudad. Pero esto hizo que el terreno circundante, donde acampaban sus hombres, se encharcara. Y con el calor del verano, proliferaron en el lugar los mosquitos y otros insectos, y surgió entre las tropas aliadas un virulento brote de peste. A pesar de eso el mariscal francés confiaba aún en que Nápoles caería y no quiso levantar el sitio. Pero él mismo, al igual que miles de sus soldados, contrajo la enfermedad y murió el 15 de agosto. Poco después Navarro comenzó a sentir los primeros síntomas de ella. El marqués de Saluzzo, sustituto de Lautrec, ordenó la inmediata retirada del ejército, que abandonó la artillería, tiendas y pertrechos (29 y 30 de agosto). Cuando los imperiales observaron la huida de sus enemigos, salieron de la ciudadela en su persecución. Mediante la caballería ligera alcanzaron en Aversa al grupo más numeroso de ellos, en el cual que se hallaba Pedro Navarro, que fue capturado por el capitán albanés Socallo. 
Después de pasar un tiempo en la posada del maestre de campo Alarcón (antiguo compañero suyo), en el cual mejoró ligeramente de sus dolencias, Navarro fue recluido de nuevo, por orden de Carlos V, en el Castel Nuovo. Quedó bajo la custodia del alcaide Lluís d'Icart (con quien ya coincidió en Brescia en mayo de 1516, cuando este último era el capitán de la guarnición española a la que se enfrentó), quien mandó construir una chimenea en su aposento, al ver los temblores que padecía. 
Pedro Navarro falleció en el mencionado castillo hacia septiembre de 1528. Sobre ello existen varias hipótesis. Una afirma que Carlos V ordenó que se le diera muerte. Por ello el capitán Icart habría ahogado al prisionero con una almohada: bien para librarle de sufrir la humillación de una ejecución pública, o bien para simular una muerte natural, evitando de este modo que se diera una imagen negativa del rey, ya que muchos militares que conocieron a Navarro habrían considerado esa ejecución muy denigrante. Otra teoría es que la muerte fue simplemente la consecuencia lógica de la enfermedad que padecía, a lo que cabría añadir su ya avanzada edad (cerca de 70 años). Otra es que molestaba su , según algunos , traición a la monarquía hispánica, y murió preso al igual que otros legitimistas navarros, en extrañas circunstancias.
El cadáver de Navarro fue sepultado bajo una losa de la iglesia napolitana de Santa María la Nueva, junto a los restos de Lautrec, en una capilla propiedad del Gran Capitán. Años más tarde, el nieto de éste, duque de Sessa, mandó erigir para ambos sendos mausoleos labrados en mármol. El epitafio inscrito en el de Navarro dice:

OSSIBUS ET MEMORIAE PETRI NAVARRI CANTABRI SOLERTI IN EXPUGNANDIS URBIBUS ARTE CLARISSIMI GOLSALVUS FERDINANDUS LUDOVICI FILIUS MAGNI GONSALVI NEPOS SUESSAE PRINCEPS DUCEM GALLORUM PARTES SECUTUM PIO SEPULCRI MUNERE HONESTAVIT QUUM HOS IN SE HABEAR PRAECLARA VIRTUS UT VEL IN HOSTE SIT ADMIRABILIS OBIIT AN. 1528. Aug.28
A las cenizas y a la memoria del cántabro Pedro Navarro, esclarecidísimo en el ingenioso arte de expugnar ciudades. Gonzalo Fernández, hijo de Luis, nieto del gran Gonzalo, Príncipe de Sesa, honró con el piadoso obsequio de un sepulcro al caudillo que siguió el partido de los franceses, teniendo en cuenta que el valor preclaro hasta en el enemigo debe ser admirado. Falleció año 1528. Agosto. 28
Epitafio del mausoleo de Navarro en Nápoles

En Pamplona (Navarra) una céntrica avenida de la ciudad recibe el nombre de "Conde Oliveto".

### Consultada
- Fernández Duro, Cesáreo: Armada Española, desde la unión de los reinos de Castilla y Aragón, editado por el Museo Naval de Madrid en 1972.
- del Campo, Jesús Luis (1983). Pedro Navarro, Conde de Oliveto. Navarra. Temas de Cultura Popular (34) (3 edición). Diputación Foral de Navarra, Dirección General de Turismo. ISBN 978-84-235-0363-6.
- Fernández de Navarrete, Martín: Colección de Documentos Inéditos para la Historia de España  (págs. 5 a 86), Madrid, 1844.
- González de Vega, Gerardo: Mar Brava. Historias de corsarios, piratas y negreros españoles (Capítulo III: Roncal el Salteador), Miraguano Ediciones, 2013, ISBN 978-84-7813-410-6
- Martín Gómez, Antonio L.: El Gran Capitán. Las Campañas del Duque de Terranova y Santángelo, Almena, 2000, ISBN 84-930713-1-5
- Priego López, Juan: Pedro Navarro y sus empresas africanas, Instituto de Estudios Africanos (CSIC), Madrid, 1953.
- Zurita y Castro, Jerónimo: Historia del rey Don Fernando el Católico. De las empresas, y ligas de Italia (PDF), 1580, en especial el Libro IX (desde la toma de Bugía hasta la batalla de Rávena).

### Adicional
- Heros, Martín de los: Historia del conde Pedro Navarro, 1855.
- Vargas Ponce, José de: El Conde Pedro Navarro, 1808.